# Yu Yasukawa
Yu Yasukawa (安川 有 Yasukawa Yu?), född 24 maj 1988 i Fukuoka prefektur, är en japansk fotbollsspelare.
Yasukawa började sin karriär 2011 i Oita Trinita. Han spelade 136 ligamatcher för klubben. 2016 flyttade han till Matsumoto Yamaga FC.